# Agent Side Grinder
Agent Side Grinder är ett elektroniskt band från Bromma, Stockholm som bildades 2005. Bandet har turnerat flitigt runt om i Europa och har gjort fyra album.
Deras första två album Agent Side Grinder (2008) och Irish Recording Tape (2009) var djupt rotade i post-punk, industrimusik och mörk elektronisk musik. Bandet fick snabbt en trogen undergroundpublik runt om i Europa.
Deras tredje album Hardware (2012) visade ett större, mera detaljerat och dynamiskt sound och blev hyllat både av publik och musikpress. Albumet blev utsett till månadens skiva i Vice magazine. Albumet toppade även ett flertal årsbästalistor, både Dagens Nyheter, Metro och Time Out Paris. Albumet utnämndes till årets syntskiva på Manifestgalan 2013. På albumet medverkar även artisterna Skriet och Henric de la Cour.
2015 släppte gruppen sitt magnum opus Alkimia, ett dramatiskt och melodiskt album som fortsätter där "Hardware" slutade (annan Manifestgalan) och cementerar Agent Side Grinders position som ett av Europas ledande synt- och waveband. På albumet medverkar även Nicole Sabouné.
Agent Side Grinder har ett rykte att vara ett kraftfullt och storslaget band live. Bandet har gjort sju Europaturnéer och spelat på festivaler så som Wave-Gotik Treffen, The Great Escape, Eurosonic, Les Transmusicales de Rennes, Entremurahlas, Bimfest, Drop Dead Festival och Arvikafestivalen. Agent Side Grinder har varit förband till både Suicide och Laibach och samarbetat med artister som Dirk Ivens, Kite och Henric de la Cour.

## Medlemmar
Nuvarande medlemmar
- Johan Lange – synthesizer
- Peter Fristedt – modularsynt, bandloopar
- Emanuel Åström – sång

Tidigare medlemmar
- Alexander Blomqvist – basgitarr (2007–2011)
- Kristoffer Grip – sång
- Henrik Sunbring – synthesizer (2007–2017)
- Thobias Eidevald – basgitarr (2011–2017)

## Diskografi
Studioalbum
| Titel                          | Format     | År   | Skivbolag            |
| ------------------------------ | ---------- | ---- | -------------------- |
| Agent Side Grinder             | LP         | 2008 | Enfant Terrible      |
| Agent Side Grinder             | CD         | 2010 | Kill Shaman          |
| Agent Side Grinder             | LP reissue | 2011 | Energy Rekords       |
| The Transatlantic Tape Project | Tape       | 2009 | Hästen & Korset      |
| The Transatlantic Tape Project | LP         | 2009 | Enfant Terrible      |
| Irish Recording Tape           | LP         | 2009 | Enfant Terrible      |
| Irish Recording Tape           | CD         | 2010 | Klangarkivet         |
| Irish Recording Tape           | LP reissue | 2016 | Progress Productions |
| Hardware                       | CD         | 2012 | Klangarkivet         |
| Hardware                       | Tape       | 2012 | Klangarkivet         |
| Hardware                       | LP         | 2012 | Energy Rekords       |
| Hardware (SFTWR included)      | 2xCD       | 2013 | Artoffact Records    |
| SFTWR (Remixes)                | CD         | 2013 | Klangarkivet         |
| Alkimia                        | CD         | 2015 | Progress Productions |
| Alkimia                        | LP         | 2015 | Progress Productions |

Livealbum
| Titel                                              | Format | Live Date               | År   | Skivbolag                    |
| -------------------------------------------------- | ------ | ----------------------- | ---- | ---------------------------- |
| Live at TMPL                                       | Tape   | 09-06-2007              | 2007 | Self Released                |
| Live at Delicious Goldfish Records                 | Tape   | 10-06-2007              | 2007 | Self Released                |
| Two Nights With ASG                                | Tape   | 24-10-2008 & 25-10-2008 | 2008 | Self Released                |
| Live In Paris 2009-10-02                           | Tape   | 02-10-2009              | 2010 | Self Released                |
| Industrial Beauty                                  | Tape   | Spring 2010             | 2010 | Self Released                |
| Industrial Beauty                                  | CD     | Spring 2010             | 2011 | Manic Depression             |
| Live In Switzerland (with Suicide)                 | Tape   | 04-09-2010              | 2010 | Klangarkivet                 |
| Live Targets                                       | Tape   | March 2012              | 2012 | Klangarkivet                 |
| Hardware Comes Alive                               | CD     | 17-05-2012              | 2012 | Complete Control Productions |
| Live In Brussels 2012-12-08 (with unhappybirthday) | Tape   | 08-12-2012              | 2013 | Self Released                |

Singlar
| Titel                                | Format   | År   | Skivbolag            |
| ------------------------------------ | -------- | ---- | -------------------- |
| Untitled                             | 7"       | 2007 | Enfant Terrible      |
| Wolf Hour                            | CD Promo | 2011 | Klangarkivet         |
| Go (Bring It) Back (with Dirk Ivens) | 12"      | 2014 | Kollaps Records      |
| This Is Us                           | 12"      | 2014 | Progress Productions |
| Rip Me                               | 12"      | 2015 | Oráculo Records      |
| Doppelgänger                         | 7"       | 2018 | Progress Productions |

Samlingsalbum
| Titel                      | Format | År   | Skivbolag        |
| -------------------------- | ------ | ---- | ---------------- |
| Industrial Beauty          | CD     | 2011 | Manic Depression |
| Industrial Beauty Extended | CD     | 2016 | Manic Depression |

Samlingsalbum Diverse
| Titel                                                                                  | Format  | Låt                                             | År   | Skivbolag                    |
| -------------------------------------------------------------------------------------- | ------- | ----------------------------------------------- | ---- | ---------------------------- |
| Hoera! Een Hex Voor Thuis!                                                             | LP      | In Line With Me (Compressed Version)            | 2007 | Hex Grammofoonplaten         |
| Festival Der Genialen Dissidenten                                                      | LP + 7" | There Is A Sound That Always Goes Out           | 2008 | Enfant Terrible              |
| Darkness Before Dawn Volume 3                                                          | CD      | Die To Live (Darkness Before Dawn Edit)         | 2011 | UpScene                      |
| Dödgrävardisko - En Samling Svensk Elektronik 1980-2012                                | Tape    | Billy                                           | 2012 | Dödsdans Rekords             |
| Inside The Volcano Volume One                                                          | CD      | Life In Advance (Crash Course In Science Remix) | 2013 | Complete Control Productions |
| My Precious! A Waves Radio Show Compilation 1                                          | LP      | Giants Fall (Kinex Kinex remix)                 | 2016 | Red Maze Records             |
| 30 Years Of Black Celebration - A Compilation Of Exclusive Depeche Mode Cover Versions | CD      | A Question Of Time                              | 2016 | Sonic Seducer                |